# Bureau van Dijk
Bureau van Dijk là nhà xuất bản lớn về thông tin doanh nghiệp và chuyên về dữ liệu của các công ty tư nhân kết hợp với phần mềm để tìm kiếm và phân tích các công ty. Đây là một công ty Phân tích của Moody's. Orbis là cơ sở dữ liệu công ty hàng đầu của Bureau van Dijk.
Vào ngày 15 tháng 5 năm 2017, thông báo rằng Moody's đã ký một thỏa thuận dứt khoát để mua lại Bureau van Dijk, hoàn thành vào tháng 8 năm 2017.